# Le Métèque (album)
Pour les articles homonymes, voir Métèque (album de Renaud).
Albums de Georges Moustaki
Les Orteils au soleil
(1961) Il y avait un jardin
(1971)
Le Métèque est un album 33 tours 30 cm de Georges Moustaki, sorti en 1969.

## Les titres
| 1. | Le Métèque                                        | Georges Moustaki                     | Georges Moustaki                     | Continental | 2:30 |
| 2. | La mer m'a donné                                  | Georges Moustaki et Joël Holmès      | Georges Moustaki et Joël Holmès      | Eco Music   | 2:45 |
| 3. | Gaspard (Raymond Gimenès et Sylvano à la guitare) | Poème de Paul Verlaine               | Georges Moustaki                     | Paille      | 2:50 |
| 4. | Voyage                                            | Georges Moustaki                     | Georges Moustaki                     | Paille      | 2:15 |
| 5. | Le Facteur (Voix de Françoise Walch)              | Mános Hadjidákis et Georges Moustaki | Mános Hadjidákis et Georges Moustaki | Meridian    | 4:11 |
| 6. | Natalia (instrumental)                            |                                      | Georges Moustaki                     | Paille      | 1:55 |

| 7.  | Ma solitude                                 | Georges Moustaki | Georges Moustaki | Paille      | 2:59 |
| 8.  | Il est trop tard                            | Georges Moustaki | Georges Moustaki | Paille      | 2:40 |
| 9.  | La Carte du tendre                          | Georges Moustaki | Georges Moustaki | Paille      | 3:01 |
| 10. | Le Temps de vivre                           | Georges Moustaki | Georges Moustaki | Manèges     | 2:52 |
| 11. | Joseph                                      | Georges Moustaki | Georges Moustaki | Continental | 2:25 |
| 12. | Rue des Fossés-Saint-Jacques (instrumental) |                  | Georges Moustaki | Paille      | 1:29 |

## Interprètes
- Georges Moustaki : chant, guitare
- Françoise Walch : chant
- Raymond Gimenès : guitare
- Sylvano : guitare

## Enregistrement
- Arrangements et direction musicale : Alain Goraguer
- Direction artistique : Jacques Bedos
- Directeur de production : Henri Belolo
- Prise de son : Jean-Pierre Dupuy

L'album est ressorti en disque compact en 1984.

## Reprises
Alpha Blondy a fait une reprise de la chanson Le Métèque sur son album Mystic Power (album)
Alain Souchon, Garou, Patrick Timsit l'ont interprété pour le concert des Enfoirés qui a été enregistré sur l'album Enfoirés en 2000.
La chanson a été adaptée en grec par Dimítris Christodoúlou, et interprétée par Georges Dalaras, Melina Mercouri.